# Christopher Kunz

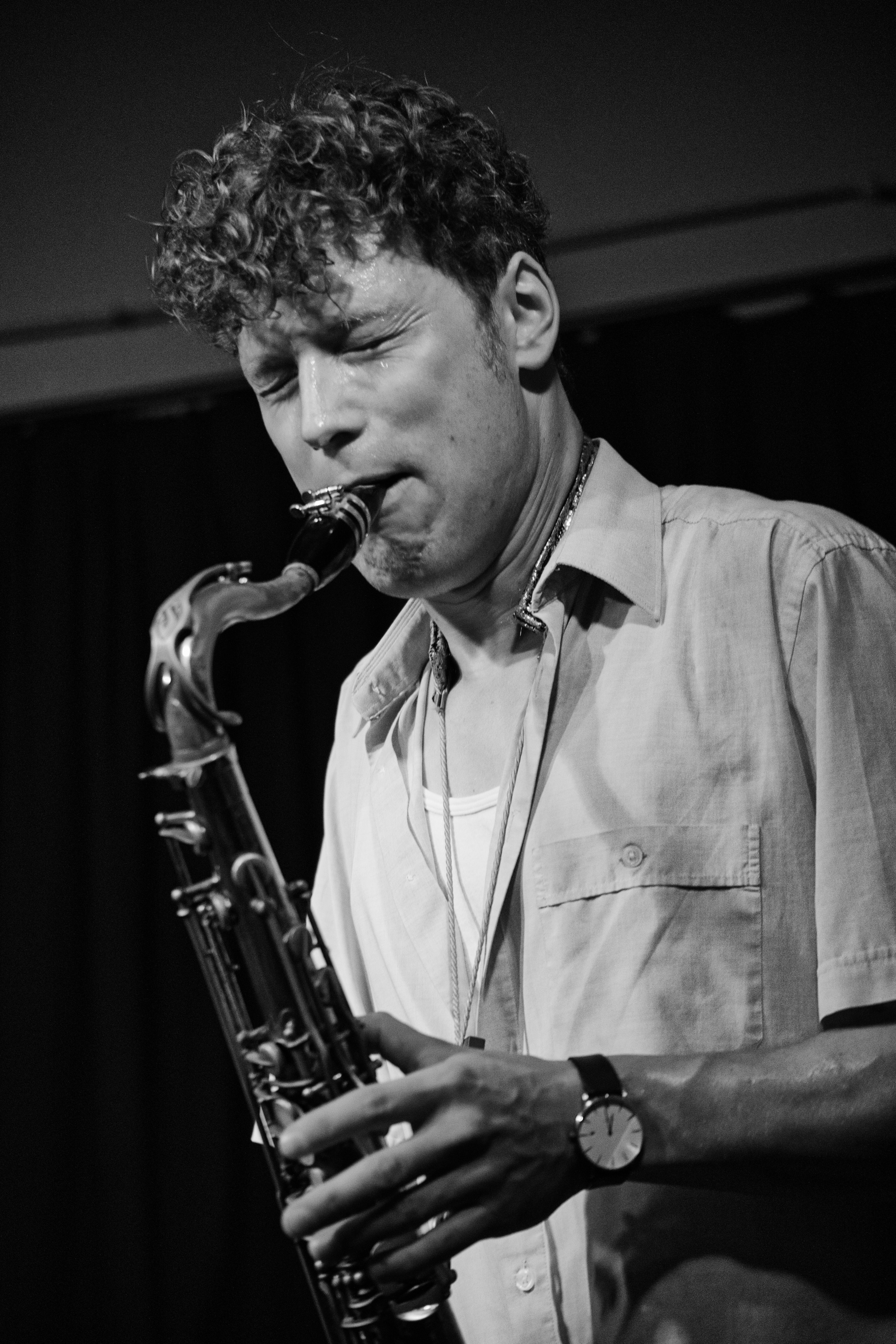
Christopher Kunz mit FLUT im Club W71, 2025

Christopher Kunz (* 1992 in Karlsruhe) ist ein deutscher Jazz- und Improvisationsmusiker (Tenor- und Sopransaxophon, Komposition).

## Leben und Wirken
Christopher Kunz studierte Jazzsaxophon an der Hochschule für Musik Nürnberg und an der Hochschule für Musik und Theater „Felix Mendelssohn Bartholdy“ Leipzig. 
Gemeinsam mit der Kontrabassistin Isabel Rößler gründete Kunz 2015 das frei improvisierende Trio FLUT, mit dem er regelmäßig deutschlandweit in verschiedenen Besetzungen, etwa mit Samuel Hall, Anna Kaluza, Rieko Okuda oder Dag Magnus Narvesen, auf Tournee war. Gemeinsam mit Schlagzeuger Florian Fischer spielte er seit 2017 frei improvisierte Musik und lud für das zweite Album Red and Blue Don’t Make Purple Pianist Achim Kaufmann als Gastmusiker ein. Neben der musikalischen Arbeit im Duo mit Pianist Simon Lucaciu ist er außerdem in weitere Projekte wie beispielsweise das Quartett Perplexities On Mars, das Ensemble Ambidexter, Kira Linns Linntett oder das Volker Heuken Sextett involviert.

## Preise und Auszeichnungen
Kunz gehörte in unterschiedlichen Bandformationen 2016 und 2017 zu den Gewinnern des Bruno-Rother-Jazz-Wettbewerbs und erhielt 2020 den Jazznachwuchspreis der Stadt Leipzig mit Perplexities On Mars.

## Diskografische Hinweise
- 2025: Perplexities on Mars: Forever Home (Boomslang Records, mit Max Hirth, Stephan Deller, Tom Friedrich)[1]
- 2023: Flut: Stones That I Have Chiseled (Aut, mit Isabel Rößler, Samuel Hall)
- 2023: Kunz / Lucaciu: Moments of Surrender (Boomslang Records)
- 2023: Perplexities on Mars: Perseverance (JazzHausMusik)
- 2022: Die Unwucht feat. Achim Kaufmann: Red and Blue Don’t Make Purple (Label 11)
- 2020: Christopher Kunz / Florian Fischer: Die Unwucht (HatHut Records)